# Calathus ambigens
Calathus ambigens är en skalbaggsart som beskrevs av Bates. Calathus ambigens ingår i släktet Calathus och familjen jordlöpare. Inga underarter finns listade i Catalogue of Life.